# Адамиа, Алио Константинович
Алио́ Константи́нович Ада́миа (груз. ალიო კონსტანტინეს ძე ადამია, 1914—1980) — грузинский советский писатель, поэт, журналист и издатель.

## Биография
Родился 7 мая (20 мая) 1914 года в г.Батум (сейчас Батуми) Озургетского уезда в Кутаисской губернии Российской империи в семье служащего. Окончил филологический факультет Тбилисского государственного университета в 1934 году. В 1930—1936 работал в газете «Ахалгазрда комунисти» (ახალგაზრდა კომუნისტი, рус. Юный коммунист). В 1940 году вступил в ВКП(б). С 1942 по 1954 год работал в газете «Комунисти».
- 1954—1963 — директор литературно-художественного издательства «Хеловнеба» (ხელოვნება, рус. Искусство)
- 1963—1968 — начальник отдела в издательстве «Мерани» (მერანი)
- 1968—1980 — главный редактор издательства «Сабчота Сакартвело» (საბჭოთა საქართველო, рус. Советская Грузия)

Умер 19 октября 1980 года в Тбилиси.

## Творчество
Первые публикации стихов Алио Адамиа появились в 1931 году. Его поэзия воспевала комсомольские стройки 1930-х годов, участие молодежи в Великой Отечественной войне и послевоенном строительстве, рассказывала о впечатлениях поэта от поездок по Грузии.
Герой романа «Большая и маленькая Екатерины» (1972) — учёный-фронтовик, который уезжает в деревню, организует совхоз, выращивающий редкие сорта винограда. Его судьба оказывается тесно переплетенной с судьбами сельчан, в особенности учительниц местной школы — матери и её приемной дочери, имя которых дало название роману. Перевод на русский язык вышел в 1979 году и неоднократно переиздавался.

### Романы
- «Большая и маленькая Екатерины»: роман (груз. დიდი და პატარა ეკატერინე, 1972)
- «Смерть днём раньше»: роман (груз. სიკვდილი ერთი დღით ადრე, 1979)

### Сборники стихов
- «Несколько стихотворений» (груз. რამდენიმე ლექსი, Тбилиси: 1932 — 38с.)
- «Стихи» (груз. ლექსები, Батуми: 1936 — 96с.)
- «Свадебная Колхида» (груз. ქორწილი კოლხიდაში, Тбилиси: 1941 — 60с.)
- «Стихи воинов» (груз. მებრძოლთა ლექსები, Тбилиси: 1945 — 52с.)
- «Встреча в Мерхеули» (груз. შეხვედრა მერხეულში, Тбилиси: 1946 — 96с.)
- «Месхетинская весна» (груз. მესხეთის გაზაფხული, Тбилиси: 1949 — 79с.)
- «Стихи» (груз. ლექსები, Сухуми: 1951 — 36с.)
- «უბის წიგნიდან», Тбилиси: 1953 — 159с.
- «Стихи и баллады» (груз. ლექსები, ბალადები, Тбилиси: 1955 — 155с.)
- «Женщина-дерево» (груз. ხექალა, Тбилиси: 1958 — 80с.)
- «Синий балкон» (груз. ცისფერი აივანი, Тбилиси: 1964 — 142с.)
- «Тропы Джавахетии» (груз. ჯავახეთის ბილიკები, Тбилиси: 1967 — 169с.)
- «Баллада о любви и смерти» (груз. სიყვარულის და სიკვდილის ბალადა, Тбилиси: 1969 — 169с.)
- «Пение в образах мая» (груз. სიმღერა მაისის ცვარში, Тбилиси: 1970 — 25с.)

### Сборники рассказов
- «Утро в ущелье Куры»: повесть (груз. დილა მტკვრის ხეობაში, 1952)
- «„Херга“ побеждает „Риони“» (груз. «ხერგა» ამარცხებს «რიონს» , 1967)

### В русском переводе
- Алио Адамия. Большая и маленькая Екатерины: Роман. — М.: Советский писатель, 1979. — 444 с.
- Алио Адамия. Смерть днём раньше: Роман. — Тбилиси: Мерани, 1979. — 207 с.